# يان لاوفرز
يان لاوفرز (بالهولندية: Jan Louwers) (3 يوليو 1930 - 1 نوفمبر 2012) كان لاعب كرة قدم هولندي محترف ورجل أعمال مليونير.

## مسيرته الكروية
لعب لاوفرز كرة القدم لصالح إف سي آيندهوفن، بي إس في آيندهوفن ورودا.  تم تسمية ملعب يان لاوفرز باسمه. 
بعد تقاعده عام 1967 أصبح تاجر جملة. في عام 1988 بلغ حجم مبيعات شركته 80 مليون يورو. 